# Vickers Vellox
Die Vickers Type 212 Vellox war ein als Kurzstreckenpassagierflugzeug geplanter Doppeldecker des Herstellers Vickers Aviation Ltd aus den 1930er Jahren. Es wurde nur ein Exemplar gebaut, das ausschließlich für den Frachttransport von Imperial Airways genutzt wurde. Sie entstand als letzte Entwicklungsstufe der Vickers Vellore, die einen größeren Rumpf erhielt. Die Vellox hatte zwei Bristol Pegasus I M 3 Motoren mit je 590 PS.

## Geschichte
Die Firma Vickers Ltd.  brachte als neues Transportflugzeug die zweimotorige Vickers Vellox heraus als Weiterentwicklung der Vellore.
Das Flugzeug, als Doppeldecker mit größerem Oberflügel gebaut, besteht bis auf die Bespannung aus Metall. Die beiden luftgekühlten Sternmotoren, mit Townend-Ringen umgeben, befinden sich links und rechts vom Rumpf zwischen den Tragflächen. Im vorderen Teil des Rumpfes ist der Führersitz angeordnet,
an den sich der Transportraum für 10 Passagiere anschließt.
Das Leitwerk wird von einem Kastensteuer mit vier Seitenrudern und zwei Höhenrudern gebildet. Für die Quersteuerung besitzen Ober- und Unterflügel Querruder, die mit einer Stoßstange verbunden sind.

## Technische Daten
| Kenngrößen            | Daten                                   |
| --------------------- | --------------------------------------- |
| Besatzung             | 3                                       |
| Passagiere            | 10                                      |
| Länge                 | 15,79 m                                 |
| Spannweite            | 23,16 m                                 |
| Höhe                  | ? m                                     |
| Flügelfläche          | 128 m²                                  |
| Leermasse             | 3690 kg                                 |
| Startmasse            | 6150 kg                                 |
| Nutzlast              | 2460 kg                                 |
| Höchstgeschwindigkeit | 255 km/h                                |
| Dienstgipfelhöhe      | 6700 m                                  |
| Steigzeit             | 4000 m in 24 min                        |
| Reichweite            | 800 km                                  |
| Triebwerke            | zwei Bristol Pegasus I, 434 kW (590 PS) |